# Kylix
Kylix（カイリックス）は、ボーランドが開発した Linux向けのGUIアプリケーション開発ツールである。

## 概要
RADであり、視覚的（スクロールバーやボタンなど）または非視覚的(処理手順・関数のみを提供する)コンポーネントと呼ばれるプログラム部品を基本的なウィンドウ上に配置する事により、アプリケーションを開発する事ができる。
言語はDelphi/C++Builderと同じくObject Pascal/C++ベースであり、さらにDelphi/C++Builderと共通のライブラリであるCLX（シーエルエックス）を搭載する事で別途ランタイムライブラリを用意せずとも実行ファイルの生成が可能。Windows上のDelphi/C++Builderで開発されたプログラムをLinux向けに移植しやすくなっている。

### 動作環境
Kylixが動作するLinuxの条件は以下の通り。
- カーネルのバージョン2.2以降
- libgtk.soのバージョン1.2以降（グラフィカルインストールの場合のみ）
- glibc 2.1.2以降（Kylix3は2.2以降）
- libjpegのバージョン6.2以降
- X11R6互換のターミナルサーバー（XFree86など）

## 歴史

### Kylix 1
「Kylix 1」は2001年2月に発売された。
SKU はProfessional EditionとEnterprise Editionの二つ。同8月、無償版であるKylix Open Editionが公開された。

### Kylix 2
「Kylix 2」は2001年12月に発売された 。

### Kylix 3
「Kylix 3」は2002年9月に発売された。
C++版が登場し、Linuxで開発する際に事実上標準となっているC/C++でコーディングされたプログラムもコンパイル可能となり、Linuxでのアプリケーション開発者の取り込みも意識された。
また、同時期に発売された Delphi 7 の Professional版以上にはObject Pascal版のKylix 3が付属した。

### その後のKylix
2004年9月、ボーランドはCLXライブラリをコミュニティと共同で更新すると発表したが、実際の作業は行われなかった。その後発売されたDelphi 2005にはCLXは搭載されなかった。コンパイラのオープンソース化は知的財産権の問題で進んでいない。
2006年、ウェブサイトに「クラシック」な製品と明記され、名実ともに製品サポートは終了した。

## Windows上でのLinuxアプリケーション開発
DelphiのIDEからCLXおよびKylixコンパイラを使用してLinuxアプリケーションを開発するサードパーティ製ツール「CrossKylix」がある。
2007年、開発終了が一旦はアナウンスされたが、2010年7月、新バージョンが発表された。